# Manassé Enza-Yamissi
Manassé Ruben Enza-Yamissi (Bangui, 28 settembre 1989) è un calciatore centrafricano, difensore del La Rochelle.

## Biografia
È fratello di Eloge Enza-Yamissi.

## Carriera

### Club

#### Giovanili
Gioca dal 2004 al 2007 nelle giovanili dell'Auxerre. Nel 2007 passa alle giovanili del Nîmes. Nel 2009, gioca con il Sochaux 2 e con le giovanili.

#### Inizi
Nel 2008 gioca nella prima squadra del Nîmes. Nel 2009 passa al Sochaux 2. In quella stagione gioca anche con le giovanili. Nel 2010 si trasferisce all'Amiens.

#### Romania e Portogallo: Petrolul Ploieşti e Gil Vicente
Nel 2012 passa ai rumeni del Petrolul Ploiești. Nel 2012 viene acquistato dai portoghesi del Gil Vicente.

#### Ritorno in Francia: Orléans
Nel 2015 si trasferisce all'Orléans.

### Nazionale
Debutta in nazionale il 26 marzo 2011, in Tanzania-Repubblica Centrafricana.